# Orto (Korsika)
Orto (korsisch Ortu) ist eine französische Gemeinde im Département Corse-du-Sud in der Region Korsika. Sie gehört zum Arrondissement Ajaccio auf der Mittelmeerinsel Korsika in. Die Bewohner nennen sich Orticais.

## Geografie
Orto auf der Mittelmeerinsel Korsika wird von den Gemeinden Soccia, Corte, Guagno und Poggiolo umgeben. Das Siedlungsgebiet liegt an einem Steilhang auf durchschnittlich 650 Metern über dem Meeresspiegel. Eine örtliche Erhebung ist der Mont Saint-Elisée. An der südlichen Gemeindegrenze verläuft das Flüsschen Guagno, das hier noch Fiume Grosso genannt wird.

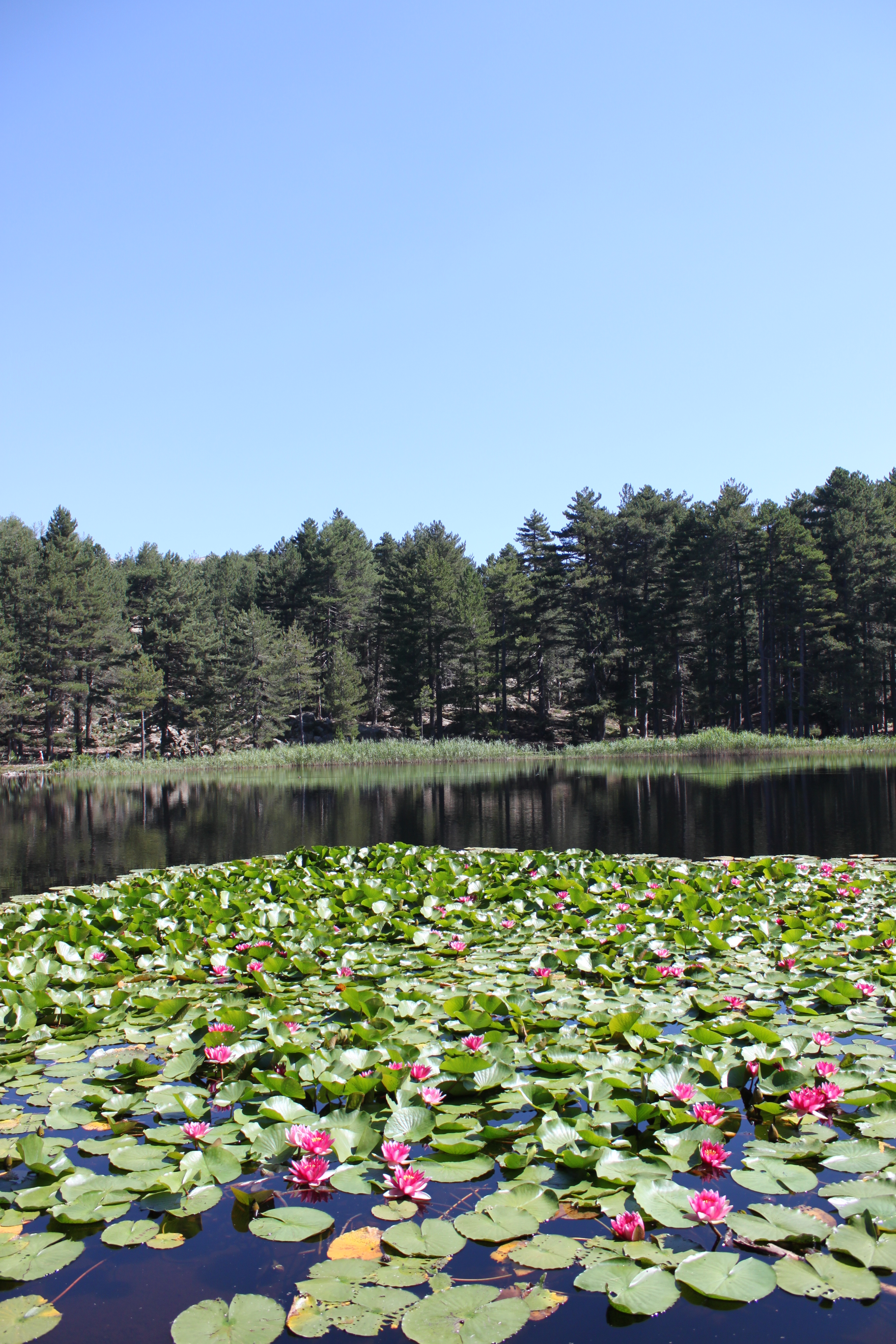
Der Lac de Creno, auf korsisch Lac de Crenu, ein kleiner See

Orto wird vom GR 20 tangiert.

## Bevölkerungsentwicklung
| Jahr      | 1962 | 1968 | 1975 | 1982 | 1990 | 1999 | 2008 | 2019 |
| --------- | ---- | ---- | ---- | ---- | ---- | ---- | ---- | ---- |
| Einwohner | 138  | 122  | 104  | 89   | 44   | 54   | 58   | 51   |